# Eczéma facial

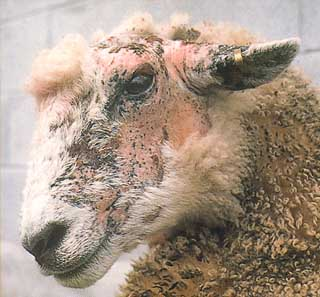
Mouton montrant les signes clinique d'un eczéma facial.

L'eczéma facial, ou pithomycotoxicose, est une maladie qui affecte principalement les ruminants, tels que bovins, ovins, cerfs, chèvres et camélidés sud-américains  (alpaga, lamas).
Elle est causée par l'ingestion de végétaux infestés par une espèce de champignons, Pithomyces chartarum, qui peuvent proliférer dans les pâturages si les conditions sont favorables : temps chaud et humide avec des températures nocturnes de plus de 13 °C pendant plusieurs jours, et présence d'une litière de feuilles mortes au sol.

## Agent pathogène

Formule moléculaire de la sporidesmine (mycotoxine).

Pithomyces chartarum  a une répartition cosmopolite, mais n'est problématique que dans les régions où les animaux d'élevage sont alimentés intensivement par le pâturage, en particulier en Nouvelle-Zélande.
Les spores du champignon libèrent une mycotoxine, la sporidesmine, dans le tractus gastro-intestinal, provoquant un blocage des voies biliaires qui entraîne une lésion du foie. La bile, la  chlorophylle et d'autres déchets résiduels s'accumulent alors dans la circulation sanguine, provoquant une photosensibilité de la peau, en particulier lorsqu'elle est exposée à la lumière directe du soleil. Cela provoque à son tour une forte irritation de la peau que l'animal tente de soulager en frottant sa tête contre les objets à sa portée, ce qui entraîne une dépilation.
La grande famille des champignons produisant des mycotoxines, dont la sporidesmine est un exemple, vivent principalement sur le ray-grass et peuvent causer des problèmes importants chez les animaux de pâturage. La sporidesmine peut affaiblir l'immunité des animaux et affecter la production totale des animaux d'élevage et, lorsqu'elle est absorbée en plus grande quantité, elle peut entraîner la mort.

## Symptômes
Les symptômes cliniques de l'eczéma facial sont divers et inquiétants : agitation, mictions fréquentes, tremblements, frottements persistants de la tête contre des objets (par exemple clôtures, arbres, etc.), oreilles tombantes et rougies, yeux gonflés, et évitement de la lumière du soleil, à la recherche d'ombre. Les parties de la peau exposées au soleil contractent des dermatites pleurantes et des croûtes qui peuvent s'infecter et attirer des mouches vertes et bleues causant des myiases.

## Traitement
Le micobiologiste américain, Elaine Ingham, a prouvé que la sensibilité à l'eczéma facial chez le bétail est liée à une carence nutritive du fourrage. Une expérience, conduite par Ingham, a montré qu'en améliorant la biologie du sol, le fourrage présentait de meilleures qualités nutritives et permettait d'éliminer la maladie.